# Johannes Mondschein

Johannes Mondschein

Johannes Mondschein (* 1859; † 1909) war ein bayerischer Lehrer und Heimatforscher. 
Von 1881 bis zu seinem Tode 1909 war er Direktor der Realschule in Straubing. 1898 war er Mitbegründer und von 1902 bis 1908 Vorsitzender des Historischen Vereins für Straubing. Er unternahm Ausgrabungen im römischen Straubing (Sorviodurum) und publizierte zur mittelalterlichen Lokalgeschichte.